# Bienvenido Marañón
Bienvenido Marañón Morejón (El Puerto de Santa María, Cádiz, Andalucía, España, 15 de mayo de 1986), conocido simplemente como Bienve Marañón, es un futbolista hispano-filipino que juega como centrocampista o delantero, cuyo actual equipo es el Chanthaburi Football Club de la segunda división tailandesa. Marañón es internacional con la selección de Filipinas desde 2020.

## Biografía
Bienvenido Marañón nació en El Puerto de Santa María, ciudad de la provincia de Cádiz, en Andalucía, y creció en la vecina Cádiz. Pasó su infancia jugando al fútbol en las calles, ya que sus padres no podían permitirse enviarlo a una academia.
Marañón es de origen vasco. Su abuelo vasco también tenía vínculos con las Filipinas, pues él huyó de España para establecerse en las Bisayas Occidentales debido a su oposición al régimen del general Francisco Franco.

## Trayectoria

### España
Bienvenido Marañón debutó en España con el club local, Club Deportivo Rayo Sanluqueño en la temporada 2005-06. En el tercer trimestre de 2007 fichó por el Cádiz Club de Fútbol, siendo destinado a la reserva de Tercera División.
El 2 de diciembre de 2007, Bienvenido apareció en su primer partido como profesional, entrando como suplente en la victoria por 3 a 1 en casa contra el Racing Club de Ferrol en Segunda División. Jugó cincuenta y ocho minutos con el primer equipo, que finalmente descendió.
El 7 de abril de 2010, Bienvenido fue rescindido por el Cádiz debido a una indisciplina. Se unió al Villarrubia Club de Fútbol de la cuarta división catorce días después, y anotó veintiún goles, la mejor marca de su carrera durante la campaña.
En la pretemporada de 2011, Bienvenido fichó por el Club Deportivo Móstoles, equipo al que también perteneció, y en el siguiente mercado de fichajes regresó al Villarrubia, y posteriormente retomó su carrera en la cuarta división, donde representó a La Hoya Lorca Club, y a la Unión Deportiva Socuéllamos, con la que había logrado el ascenso a Segunda División B en 2014.

### Asia

#### Filipinas
El 14 de mayo de 2015, Bienvenido se mudó al extranjero por primera vez en su carrera, después de llegar a un acuerdo con el Ceres-Negros Football Club de la United Football League filipina. Su excompañero de equipo en el Cádiz C. F., Carli de Murga, lo animó a jugar para ellos en 2012. Tras un mes en el club, Marañón no estaba satisfecho con su rendimiento y decidió estudiar el estilo de juego de Emelio «Chieffy» Caligdong en un intento de mejorar.
Bienvenido consideró retirarse en 2016 debido a la muerte de su padre, pero el entrenador Hristo Vidaković lo animó a seguir jugando al fútbol. El 11 de marzo de 2020 Marañón se convirtió en el máximo goleador de la Copa AFC, cuando marcó su gol trigésimo quinto en la victoria por 4 a 0 del rebautizado Ceres-Negros F. C. contra el Bali United Football Club indonesio.
El Ceres-Negros F. C. pasó a manos de una nueva dirección en julio de 2020, pasando a llamarse United City Football Club. Bienvenido estaba entre los jugadores que se quedaron. Dejaría el club el 5 de enero de 2022.

#### Malasia
Marañón se unió a Johor Darul Takzim de la Superliga de Malasia el 20 de enero de 2022.

## Selección nacional

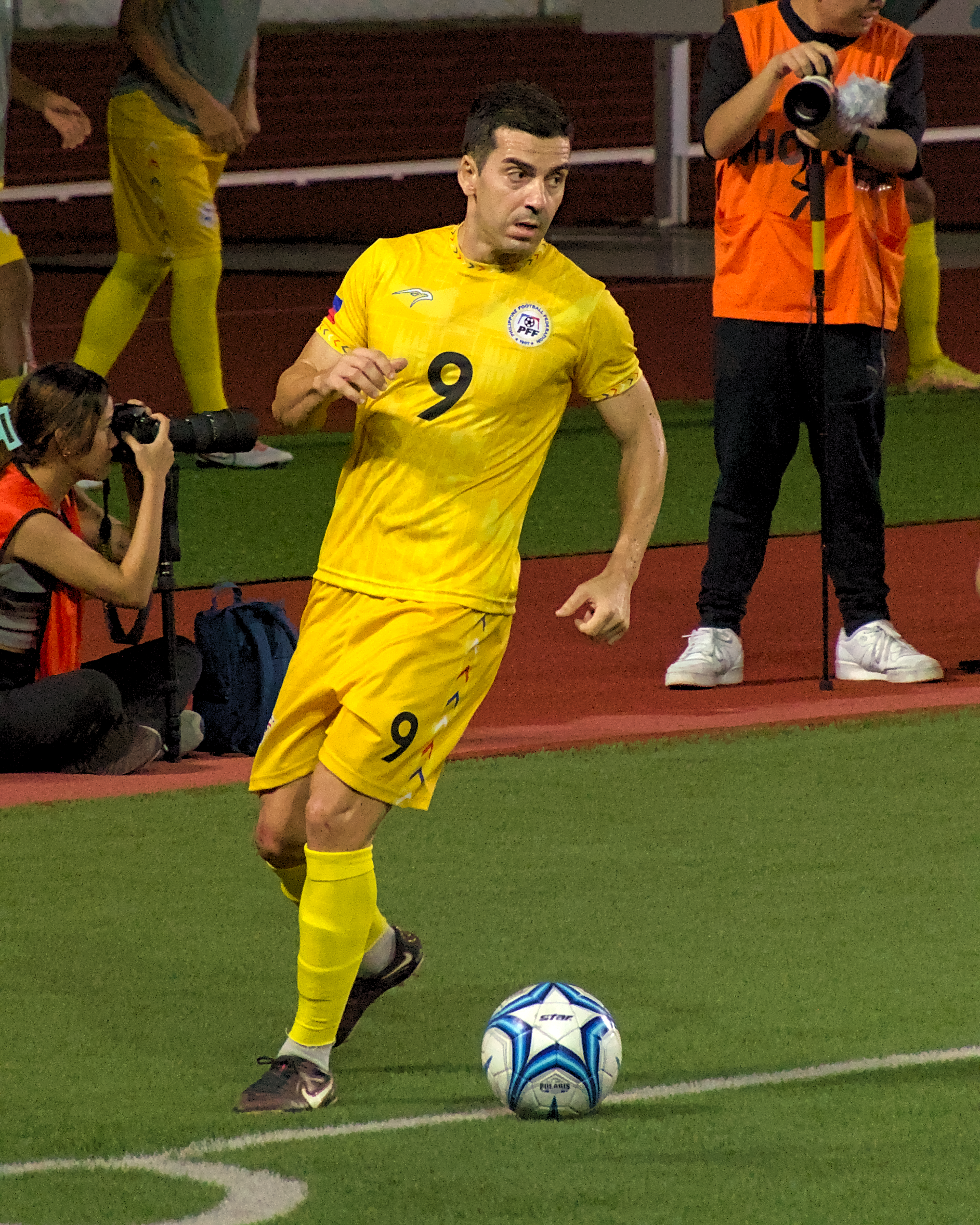
Marañón en un partido amistoso entre Filipinas y Afganistán, en el estadio Conmemorativo Rizal (12 de septiembre de 2023).

Marañón originalmente no era elegible para jugar con la selección nacional de Filipinas antes de recibir la ciudadanía filipina en 2020 a través de la naturalización. El 3 de marzo de 2020, el senador filipino Juan Miguel Zubiri patrocinó un proyecto de ley del Senado que proponía otorgarle la ciudadanía filipina a dos futbolistas extranjeros —Robert Lopez Mendy y Bienvenido Marañón—, lo que los haría elegibles para la selección filipina. En septiembre, se presentaron proyectos de ley en la Cámara de Representantes proponiendo lo mismo. Estos fueron aprobados el 16 de febrero de 2021, mientras que el proyecto de ley correspondiente del Senado fue aprobado el 15 de marzo. El 2 de julio, Marañón se convirtió en ciudadano filipino cuando el presidente Rodrigo Duterte firmó el proyecto de ley como Ley de la República n.o 11570.
Marañón fue convocado por primera vez para jugar con la selección nacional de Filipinas para la Copa Suzuki AFF de 2020, que se pospuso un año debido a la pandemia de COVID-19. Debutó con Filipinas en una derrota por 1 a 2 contra el anfitrión Singapur durante la primera jornada del torneo el 8 de diciembre de 2021. Durante la segunda jornada contra Timor Oriental el 11 de diciembre, anotó su primer gol internacional al marcar el sexto gol de la victoria por 7 a 0 de Filipinas.

## Clubes
| Club                     | País      | Año           |
| ------------------------ | --------- | ------------- |
| Rayo Sanluqueño          | España    | 2005-2007     |
| Cádiz C. F.              | España    | 2007-2010     |
| Villarrubia C. F.        | España    | 2010-2011     |
| La Hoya Lorca C. F.      | España    | 2012          |
| C. D. Móstoles           | España    | 2011-2012     |
| U. D. Socuéllamos        | España    | 2013-2015     |
| Ceres-Negros F. C.       | Filipinas | 2015-2022     |
| Johor Darul Takzim F. C. | Malasia   | 2022          |
| Villarrubia C. F.        | España    | 2022-2023     |
| Chanthaburi F. C.        | Tailandia | 2023-presente |